# REAL LIFE (アルバム)
『REAL LIFE』（リアル・ライフ）は、1998年3月21日にリリースされた、ロックバンドARBの13枚目のスタジオ・アルバム。

## 解説
前作『SYMPATHY』より8年4か月ぶりに発売された、再結成後の初のアルバム。トリビュート・アルバム『ARB COVERS』が同日発売された。

## 収録曲
作詞：石橋凌　編曲：ARB（特記以外）／KYON+ARB（#4,#10）
1. REAL LIFE
  - 作曲：内藤幸也　5分55秒
2. はじまりの詩
  - 作曲：EBI　4分57秒
3. TOKYO OUTSIDER
  - 作曲：石橋凌　5分40秒
4. INFINITELY
  - 作曲：石橋凌　6分27秒
5. MAD WAVE
  - 作曲：EBI　6分46秒
6. 悪い奴ほどよく眠る
  - 作曲：EBI 　4分40秒
7. スケアクロウ
  - 作曲：内藤幸也　4分45秒
8. バラとサボテン
  - 作曲：内藤幸也　5分35秒
9. CYBER RAIN
  - 作曲：篠原太郎　5分53秒
10. Re-born (to be free)
  - 作曲：篠原太郎　6分36秒